# فرودگاه ریگولت
فرودگاه ریگولت (به انگلیسی: Rigolet Airport) یک فرودگاه همگانی با کد یاتا YRG است که یک باند فرود شن دارد. این فرودگاه در کشور کانادا قرار دارد و در ارتفاع ۵۷ متری از سطح دریا واقع شده است.

## شرکت‌های هواپیمایی و مقصدهای پروازی
| شرکت‌های هواپیمایی | مقصدهای پروازی                                      |
| ----------------- | --------------------------------------------------- |
| ایر لابرادور      | سی‌اف‌بی گوس بی، هپدال، مکوویک، نین، ناتواشیش، پستویل |
| پروونشل ایرلاینز  | سی‌اف‌بی گوس بی، هپدال، مکوویک، نین، ناتواشیش، پستویل |